# Luchthaven Helsinki-Vantaa
De luchthaven Helsinki-Vantaa is de grootste luchthaven van de regio Helsinki en van Finland. Helsinki-Vantaa bevindt zich ongeveer 5 km ten noordwesten van Vantaa's centrum. De luchthaven werd in 1952 voor de Olympische Spelen geopend en loste daarmee de andere luchthaven van Helsinki, Helsinki-Malmi, als nationale luchthaven van Finland af. De luchthaven bedient ongeveer 15 miljoen passagiers per jaar, waarmee het een van de drukste van de Noordse landen is.
Nabij de luchthaven ligt het Fins luchtvaartmuseum.